# دينس كيميتو
دنيس كيميتو (22 يناير 1984) من كينيا، هو عداء المسافات الطويلة، وصاحب الرقم القياسي العالمي للمارثون حيث حقق العداء كيميتو الرقم القياسي العالمي في الماراثون، في العاصمة الألمانية برلين 2014، إذ فاز بالسباق في ساعتين ودقيقتين و57 ثانية.
في 2013 فاز دنيس كيميتو بمارثون طوكيو محقق رقما قياسيا خاص بمرثون طوكيو بزمن 2 ساعة و 6 دقائق و 50 ثانية.كما حطم الرقم القياسي لمارثون شيغاغو بالولايات المتحدة الأمريكية وذلك في أكتوبر 2013 بزمن 2 ساعة و 3 دقائق و 45 ثانية.
أرقام شخصية:
000 10 متر: 28 دقيقة و 30 ثانية.
نصف المارثون: 59 دقيقة و 14 ثانية.
25 كلم: 1 ساعة و 11 دقيقة و18 ثانية.
المارثون: 2ساعةو2 دقائق و 57 ثانية.

## روابط خارجية
- دينس كيميتو على موقع الاتحاد الدولي لألعاب القوى (الإنجليزية)